# Basil, détective privé
Pour l’article homonyme, voir Basil (album).
Série Classiques d'animation Disney
Taram et le Chaudron magique
(1985) Oliver et Compagnie
(1988)
Pour plus de détails, voir Fiche technique et Distribution.
Basil, détective privé (The Great Mouse Detective), ou initialement Basil, le grand détective des souris au Québec, est le 33e long-métrage d'animation et le 26e « Classique d'animation » des studios Disney. Sorti en 1986, il est inspiré de la série de romans Basil of Baker Street de Eve Titus et Paul Galdone parus entre 1958 et 1982, eux-mêmes basés sur le personnage de Sherlock Holmes créé par Sir Arthur Conan Doyle en 1887.
Première réalisation de John Musker et Ron Clements (qui réaliseront plus tard La Petite Sirène  ou encore Aladdin), le film reçoit dès sa sortie un accueil positif de la part de la critique et rencontre un succès financier, dépassant les faibles recettes de Taram et le Chaudron magique (1985).
La nouvelle direction de la société, convaincue que son département animation est toujours une entreprise viable, prépare le terrain pour la « renaissance Disney ».

## Synopsis
Une nuit de l'année 1897 à Londres, alors que l'inventeur et fabricant de jouets, Mr Flaversham, célèbre l'anniversaire de sa fille Olivia, une horrible créature proche de la chauve-souris avec une aile déchirée et une jambe de bois interrompt la fête et kidnappe l'inventeur. Terrorisée, Olivia part chercher de l'aide auprès du célèbre détective Basil. Elle rencontre sur le chemin de Baker Street le docteur David Q. Dawson, médecin militaire de retour d'Afghanistan, Dawson accepte d’accompagner Olivia jusqu’au détective. Après avoir entendu son récit, Basil ne semble pas très intéressé mais quand Olivia lui annonce que son père a été kidnappé par une chauve-souris, il comprend que l'auteur de l'enlèvement ne peut être que Fidget, stupide mais fidèle serviteur du professeur Ratigan, une souris cruelle et démoniaque, ennemi juré de Basil.
La raison qui a poussé Ratigan a kidnapper Flaversham est la création d'une réplique de robot mécanique de la Reine des Souris, afin que Ratigan puisse usurper le trône en tant que "Souverain Suprieur de toute la Souris". Flaversham refuse d'abord de participer à cette combine, mais capitule lorsque Ratigan menace de faire du mal à Olivia.
Pendant ce temps, Fidget apparaît dans la fenêtre de Basil, puis disparaît soudainement. Basil, Dawson et Olivia recrutent le chien de Sherlock Holmes, Toby, pour suivre l'odeur de Fidget. Ils retracent Fidget jusqu'à un magasin de jouets humain. En fouillant, Dawson trouve la liste de Fidget, et Basil découvre que Fidget a volé des mécanismes d'horlogerie et des uniformes de soldats jouets.
Fidget tend une embuscade et kidnappe Olivia avant que Basil et Dawson ne puissent l'arrêter. Basil fait quelques tests chimiques sur la liste et découvrant qu'elle provenait du "Rat Trap", une taverne près de la jonction de l'égout et de la Tamise. Basil et Dawson se déguisent en marins et se rendent à la taverne. Ils y repèrent Fidget et le suivent jusqu'au quartier général de Ratigan, pour être pris en embuscade par ce dernier et ses hommes de main. Ratigan a la paire attachée à un piège à souris à ressort connecté à une machine Rube Goldberg de divers appareils de mise à mort. Ratigan se rend ensuite au Palais de Buckingham, où ses hommess de main prennent la place des gardes royaux et kidnappent la Reine des Souris. Inspiré par une remarque faite par Dawson, Basil déduit la faiblesse du piège, se libérant lui-même, Dawson et Olivia.
Au palais de Buckingham, Ratigan force Flaversham à faire fonctionner la reine du jouet, tandis que la vraie est emmenée pour être nourrie à Felicia, le chat de Ratigan. La fausse reine déclare Ratigan le souverain de toutes les souris, ce dernier annonçant ses plans dictatoriaux pour ses nouveaux "sujets". Après que Basil, Dawson et Olivia aient sauvé Flaversham et la vraie reine, ils retiennent les autres hommes de main de Fidget et Ratigan, tandis que Toby poursuit Felicia jusqu'à ce qu'elle saute par-dessus un mur, par inadvertance dans une meute de chiens de garde royaux. Basil prend le contrôle de la reine mécanique, l'amenant à dénoncer Ratigan comme un usurpateur tout en démontant les pièces du jouet. Réalisant la trahison de Ratigan, la foule en colère attaque, mais Ratigan s'échappe sur son dirigeable avec Fidget et en tenant Olivia en otage.
Basil, Dawson et Flaversham créent un dirigeable de fortune pour tenter de rattraper Ratigan. Ratigan jette Fidget par-dessus bord pour alléger la charge. Cependant, Basil saute sur le dirigeable pour affronter Ratigan, ce qui le fait s'écraser directement sur le cadran de Big Ben. À l'intérieur de la tour de l'horloge, Basil retient Ratigan, sauve Olivia et la livre en toute sécurité à Flaversham. Ratigan se libère et attaque Basil. Mais lorsque l'horloge sonne 10h00, les vibrations déséquilibrent Ratigan jusqu’à le faire tomber jusqu’à sa mort. Il tente d’entraîner Basil dans sa chute mais le détective attrape une partie du dirigeable de Ratigan et se sauve.
De retour à Baker Street, le groupe raconte ses aventures. Les Flaversham partent pour rentrer chez eux, et Dawson décide à contrecœur de partir également mais l’arrivée d’une nouvelle cliente pousse Dawson à reconsidérer son attention et de travailler avec Basil.

## Fiche technique
- Titre original : The Great Mouse Detective
- Titre français : Basil, détective privé
- Titre québécois : Basil, le grand détective des souris (1986) puis Basil, détective privé
- Réalisation : Ron Clements, Burny Mattinson, David Michener et John Musker, 
assistés de Timothy J. O'Donnell et Mark A. Hester
- Scénario : Ron Clements, Vance Gerry, Steve Hulett, Burny Mattinson, David Michener, Bruce Morris, John Musker, Matthew O'Callaghan, Melvin Shaw et Peter Young, d'après Basil of Baker Street de Eve Titus et Paul Galdone
- Musique :
  - Composition : Henry Mancini
  - Chansons : Larry Grossman, Ellen Fitzhugh (paroles), Melissa Manchester, Henry Mancini (musique)
- Conception graphique :
  - Direction artistique : Guy Vasilovich
  - Cadrage (Layout) : David A. Dunnet, Dan Hansen, Karen A. Keller, Gil Dicicco, Michael Peraza Jr. et Edward L. Ghertner
  - Stylisme couleurs : James Coleman, Sylvia Roemer
  - Décors : John Emerson, Michael Humphries, Lisa Keene, Tia Kratter, Andrew Philipson, Philip Philipson, Brian Sebern et Donald Towns
- Animation :
  - Supervision de l'animation : Hendel S. Butoy, Mark Henn, Glen Keane et Robert Minkoff
  - Animation des personnages : Ruben A. Aquino, David Block, Sandra Borgmeyer, Andreas Deja, Rick Farmiloe, Mike Gabriel, Ed Gombert, Steven E. Gordon, Ron Husband, Jay Jackson, Shawn Keller, Douglas Krohn, Joseph Lanzisero, Phil Nibbelink, Matthew O'Callaghan, David Pruiksma, Barry Temple, Cyndee Whitney, Phillip Young et Kathy Zielinski
  - Effets spéciaux : Mark Dindal, Ted Kierscey, Kelvin Yasuda, Patrizia Peraza et Dave Bossert, Dorse A. Lanpher (non crédité)
  - Coordination : Tom Ferriter, Dave Suding, Walt Stanchfield, Chuck Williams et Bill Berg
  - Consultant : Eric Larson
- Montage : Roy M. Brewer Jr. et James Melton (film), Jack Wadsworth (musique)
- Production : Burny Mattinson (délégué), Edward Hansen (exécutif)
- Sociétés de production : Walt Disney Pictures, Silver Screen Partners II
- Société de distribution : Buena Vista Pictures Distribution
- Budget : 14 000 000 USD
- Pays de production :  États-Unis
- Langue originale : anglais
- Format : Couleurs - 1,66:1 (1,75:1 étendu) - Dolby Stéréo
- Durée : 74 minutes
- Dates de sorties[2] :
  - États-Unis : 2 juillet 1986
  - France : 26 novembre 1986

Note : La liste des « crédités » au générique étant trop longue pour être citée in extenso ici, seuls les principaux contributeurs sont repris ici.

## Distribution

### Voix originales
- Vincent Price : Professor Ratigan (professeur Ratigan)
- Barrie Ingham : Basil of Baker Street / Bartholomew (Bartholomé)
- Val Bettin : Dr David Q. Dawson / Thug Guard (sbire de Ratigan)
- Susanne Pollatschek : Olivia Flaversham
- Candy Candido : Fidget
- Diana Chesney : Mrs. Judson
- Ève Brenner : The Mouse Queen (la Reine des souris)
- Alan Young : Hiram Flaversham
- Basil Rathbone : Sherlock Holmes
- Laurie Main : Dr John Watson
- Shani Wallis : Lady Mouse
- Melissa Manchester : miss Kitty Mouse (chanteuse de la taverne)
- Ellen Fitzhugh : Barmaid (serveuse)
- Walker Edmiston : Citizen (Citoyen) / Thug Guard (sbire de Ratigan)
- Wayne Allwine : Thug Guard (sbire de Ratigan)
- Tony Anselmo : Thug Guard (sbire de Ratigan)
- Frank Welker : Toby the Dog / Felicia the Cat / Royal Guard Dogs (Chiens de la Garde royale)

### Voix françaises
- Roger Carel : Basil
- Gérard Rinaldi : le professeur Ratigan
- Philippe Dumat : Dr David Quentin Dawson
- Barbara Tissier : Olivia Flaversham
- Jacques Deschamps : Fidget / Sherlock Holmes
- Arlette Thomas : Mme Judson / serveuse de la taverne
- Perrette Pradier : la Reine des souris
- Serge Lhorca : Hiram Flaversham / sbire de Ratigan 1
- Marie Ruggeri : chanteuse de la taverne
- Roger Lumont : citoyen / homme de la taverne / sbire de Ratigan 2
- Michel Mella : Dr John H. Watson / sbire de Ratigan 3
- Vincent Grass : Bartholomé / sbire de Ratigan 4
- Jacqueline Porel : Lady Mouse

Sources : Générique DVD. Il n'existe pas d'autre doublage francophone de ce film, le premier réalisé entièrement au Québec pour un film Disney datant seulement du long-métrage suivant, Oliver et Compagnie (1988).

## Sorties cinéma
Sauf mention contraire, les informations suivantes sont issues de l'Internet Movie Database.
- États-Unis : 2 juillet 1986 (première mondiale)
- Royaume-Uni : 17 octobre 1986
- France : 26 novembre 1986
- Suède : 28 novembre 1986
- Allemagne de l'Ouest : 4 décembre 1986
- Espagne : 5 décembre 1986
- Pays-Bas : 18 décembre 1986
- Finlande : 19 décembre 1986
- Australie : 26 décembre 1986
- Italie : 20 février 1987
- Hong Kong : 26 février 1987
- Mexique : 2 juillet 1987
- Philippines : 1er novembre 1988 (Davao)
- Japon : 8 juillet 1989
- Norvège : 3 mai 2000
- Chine : 9 septembre 1990

## Sorties vidéos
[Où ?]
- Novembre 1992 : VHS avec recadrage 4/3 (Plein écran)
- 14 mai 1997 : VHS avec recadrage 4/3
- 14 mai 1997 : Laserdisc avec format 1,85
- 26 novembre 2003 : VHS avec recadrage 4/3
- 26 novembre 2003 : DVD avec format 1,85 incluant Nettoyeurs de pendules et Le crime ne paie pas

## Origine et production
L'idée d'adapter Sherlock Holmes avec des animaux est venue durant la production du film Les Aventures de Bernard et Bianca, Joe Hale a proposé d'adapter Basil of Baker Street de Eve Titus, mais le projet est annulé à cause des similitudes avec Les Aventures de Bernard et Bianca.

En 1982, Ron Clements propose d'adapter Basil of Baker Street en long métrage d'animation avec le scénariste Pete Young et présente le projet à Ron Miller, le président Disney de l'époque qui l'accepte. Les animateurs de Disney mécontents des problèmes de production du film Taram et le Chaudron magique l'ont suivi pour ce projet, notamment John Musker partageant la réalisation avec Clements. Le projet peut enfin reprendre et Basil, détective privé devient le projet parallèle des studios Disney.

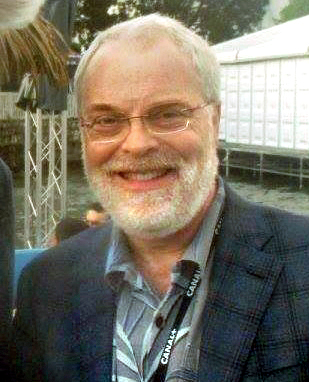
Ron Clements lors du festival international du film d'animation d'Annecy en 2016.
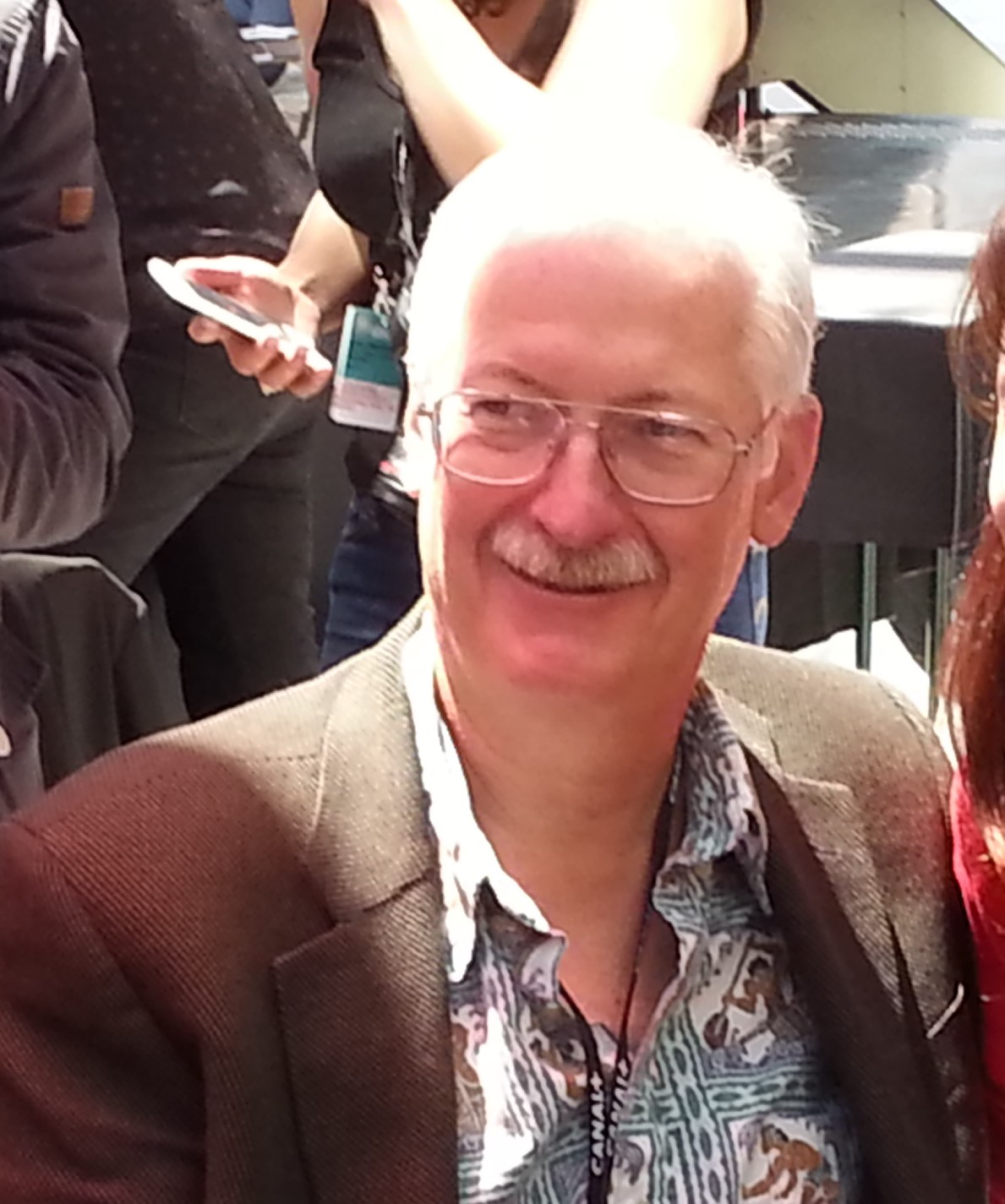
John Musker lors du festival international du film d'animation d'Annecy en 2016.

Burny Mattinson et John Musker sont les réalisateurs d'origines tandis que David Michener est nommé à la co-réalisation. Ron Miller devient le producteur du projet. Olivia devrait être plus âgée et devrait être un intérêt amoureux potentiel pour Basil et Dawson, mais le producteur Ron Miller demanda que le personnage soit une petite fille afin d'attirer la sympathie du public.

Avec le départ de Miller en 1984, le conseil d'administration nomme Michael Eisner — qui quitte la Paramount Pictures — pour devenir le nouveau président directeur général de Disney. Eisner engage Jeffrey Katzenberg pour devenir président de Walt Disney Pictures. Après une présentation du scénario de Basil, Eisner et Katzenberg se plaignent du rythème lent du scénario et exigent des réécritures avant le début de l'animation. Bien que la sortie prévue soit fixée à Noël 1987, Eisner réduit le coût de production prévu de 24 millions de dollars, alors qu'il était fixé à 10 millions de dollars, et avance la date de sortie à juillet 1986, pour que l'équipe de production termine le film en seulement un an.

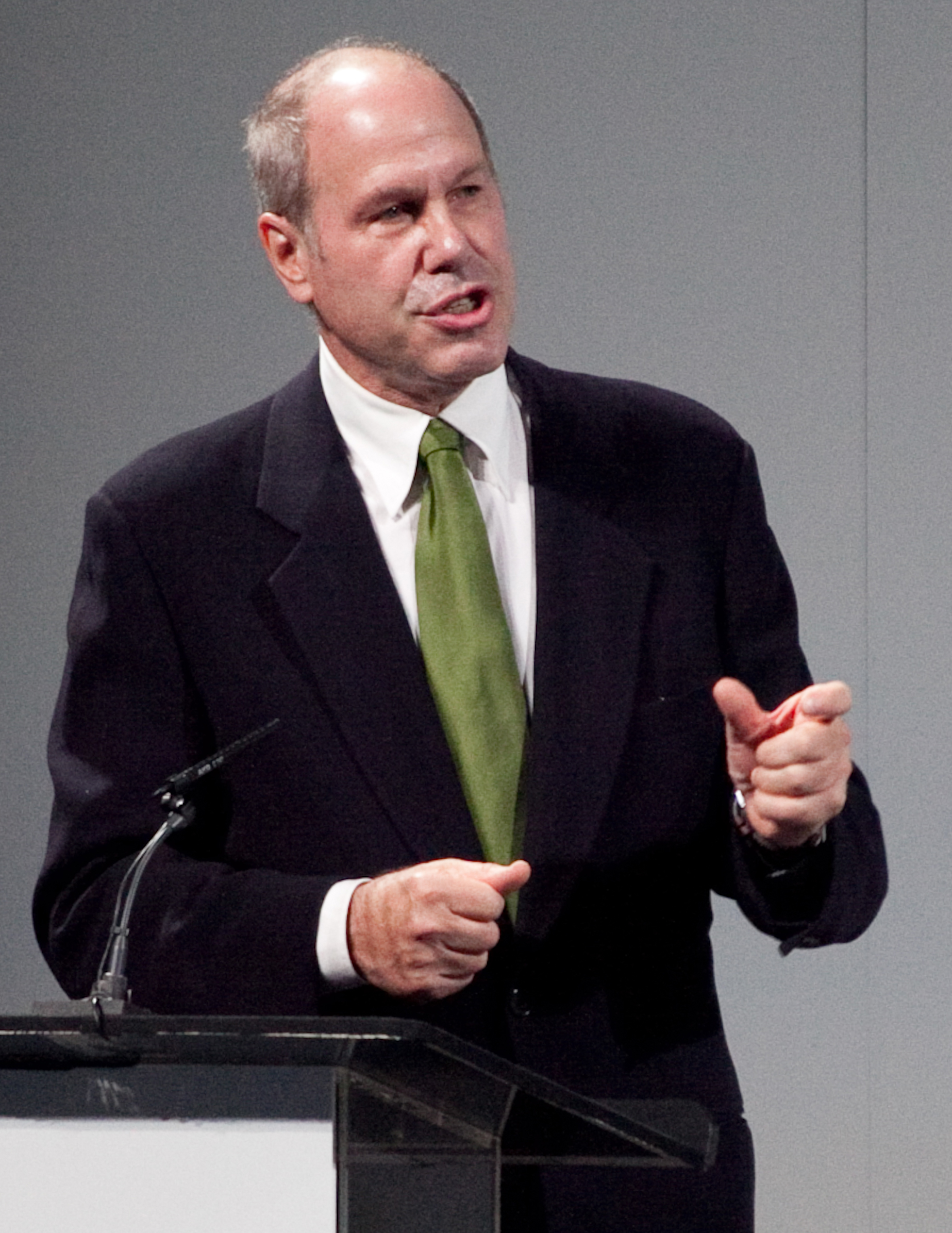
Michael Eisner en octobre 2010.
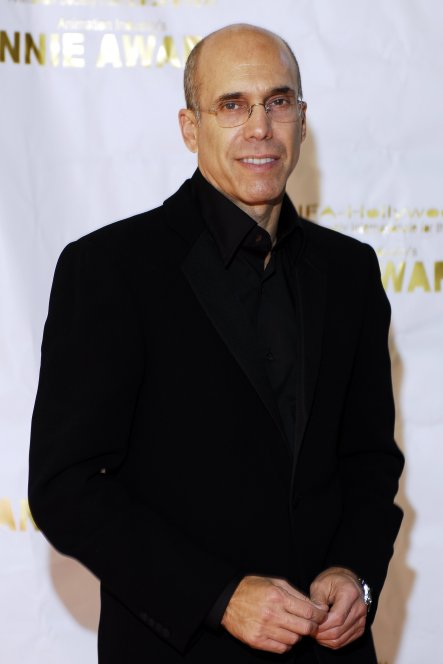
Jeffrey Katzenberg en 2006.

Pour remplacer Miller au poste de producteur, Roy E. Disney, le vice-président du directoire et responsable du département animation de Disney assigne Mattinson au poste de réalisateur et producteur, mais trouvant les deux tâches beaucoup trop laborieuses, Mattinson décide de rester producteur. Musker et Michener restent à la réalisation, mais pour accélérer la production du film, Ron Clements est nommé réalisateur supplémentaire.
Le temps de production de ce film est assez court grâce à plusieurs éléments. Le développement de l'histoire a utilisé des tests sur vidéo, des layouts et des dessins sur ordinateur, réduisant la phase de pré-production à quatre ans. L'animation a nécessité plus de 125 artistes mais n'a duré qu'une année.
Pour David Koenig, le chien Toby souffre du "Syndrome Pluto", des adjuvants animaliers qui n'ont pas la parole alors que d'autres personnages animaliers anthropomorphes ou non en sont dotés.

### Choix des interprètes
Après une importante audition pour la voix de Basil, l'acteur de Royal Shakespeare, Barrie Ingham, a été retenu pour le rôle six minutes après son audition. Val Bettin est le premier choix du coréalisateur Ron Clements pour la voix de Dawson. Pour Olivia, Susanne Pollatschek a été sélectionnée parmi des centaines d'auditionnées tandis qu'Alan Young, qui a déjà prêté sa voix à Balthazar Picsou dans Le Noël de Mickey (1983), a été choisi pour la voix de Hiriam Flaversham, le père d'Olivia en raison de son authentique accent écossais.

Le personnage de Ratigan est inspiré par l'acteur Vincent Price qui lui donne aussi sa voix en version originale. Cet usage d'un acteur pour concevoir un personnage avait été fortement critiqué à la sortie du film Le Livre de la jungle (1967).

Vincent Price dans La Nuit de tous les mystères (1959)
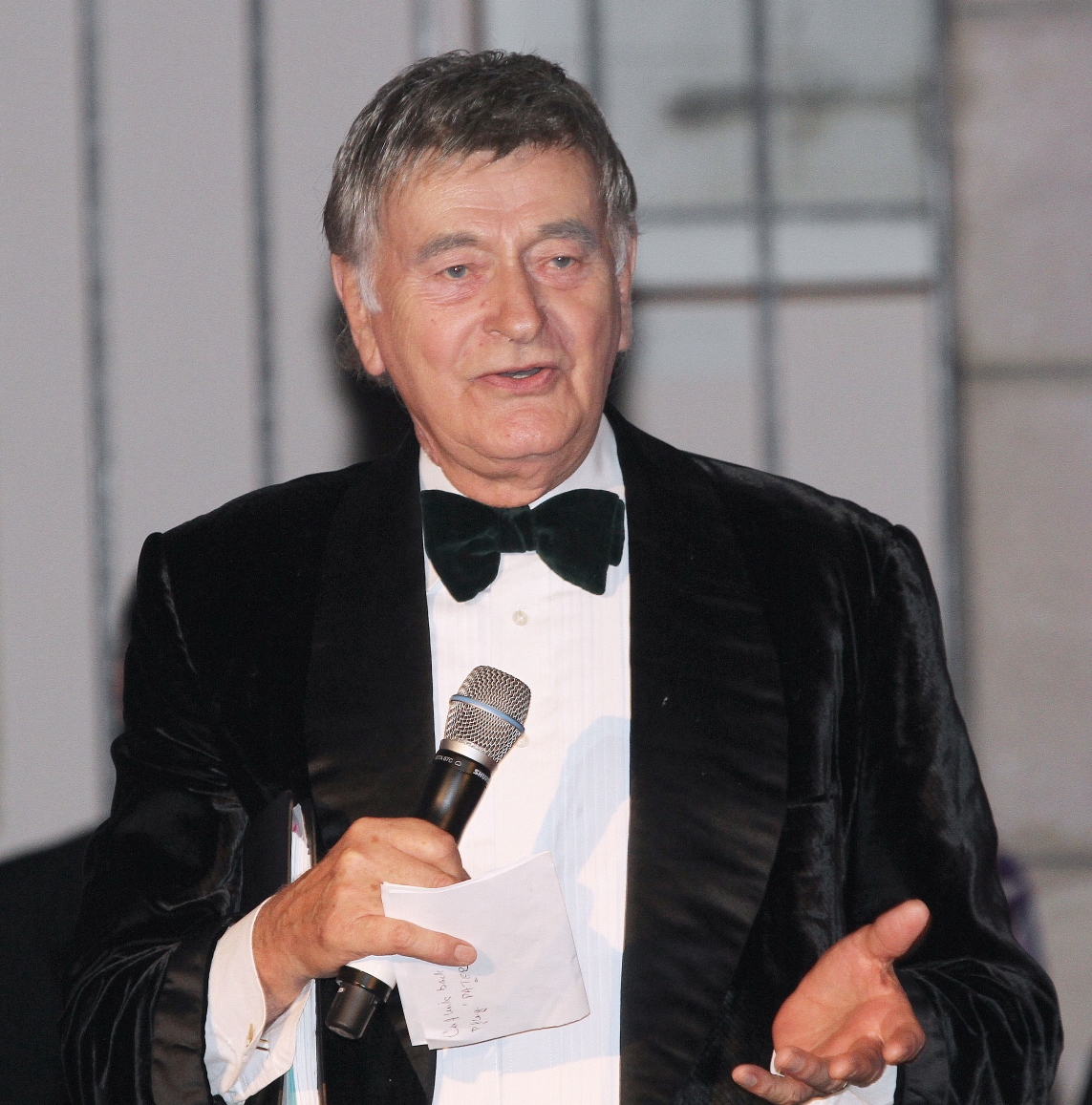
Barrie Ingham en mars 2011.
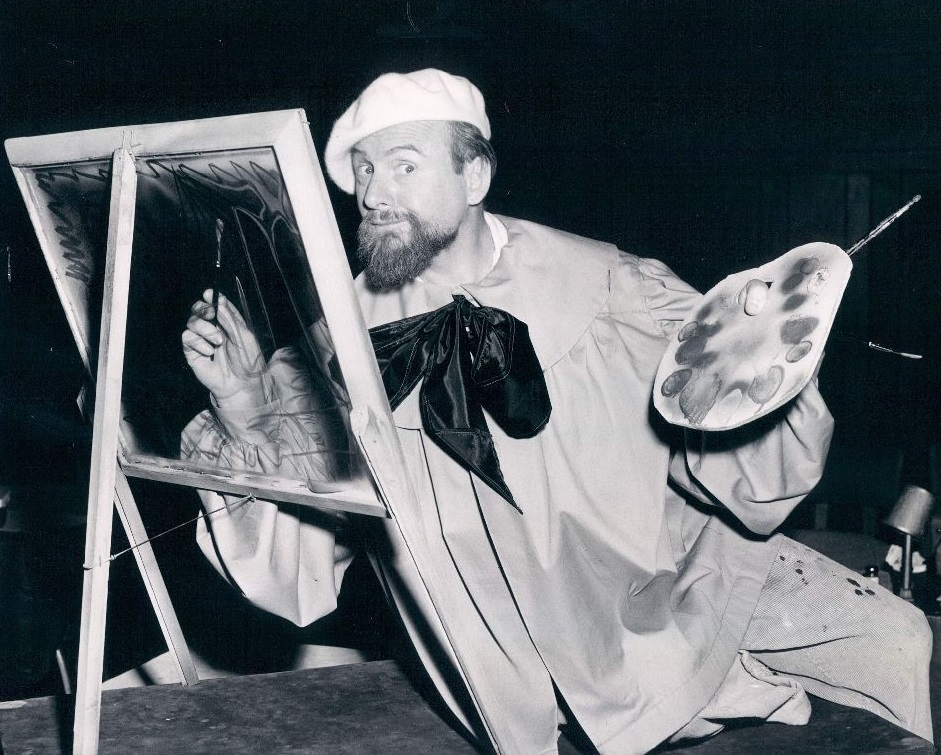
Val Bettin en 1963.
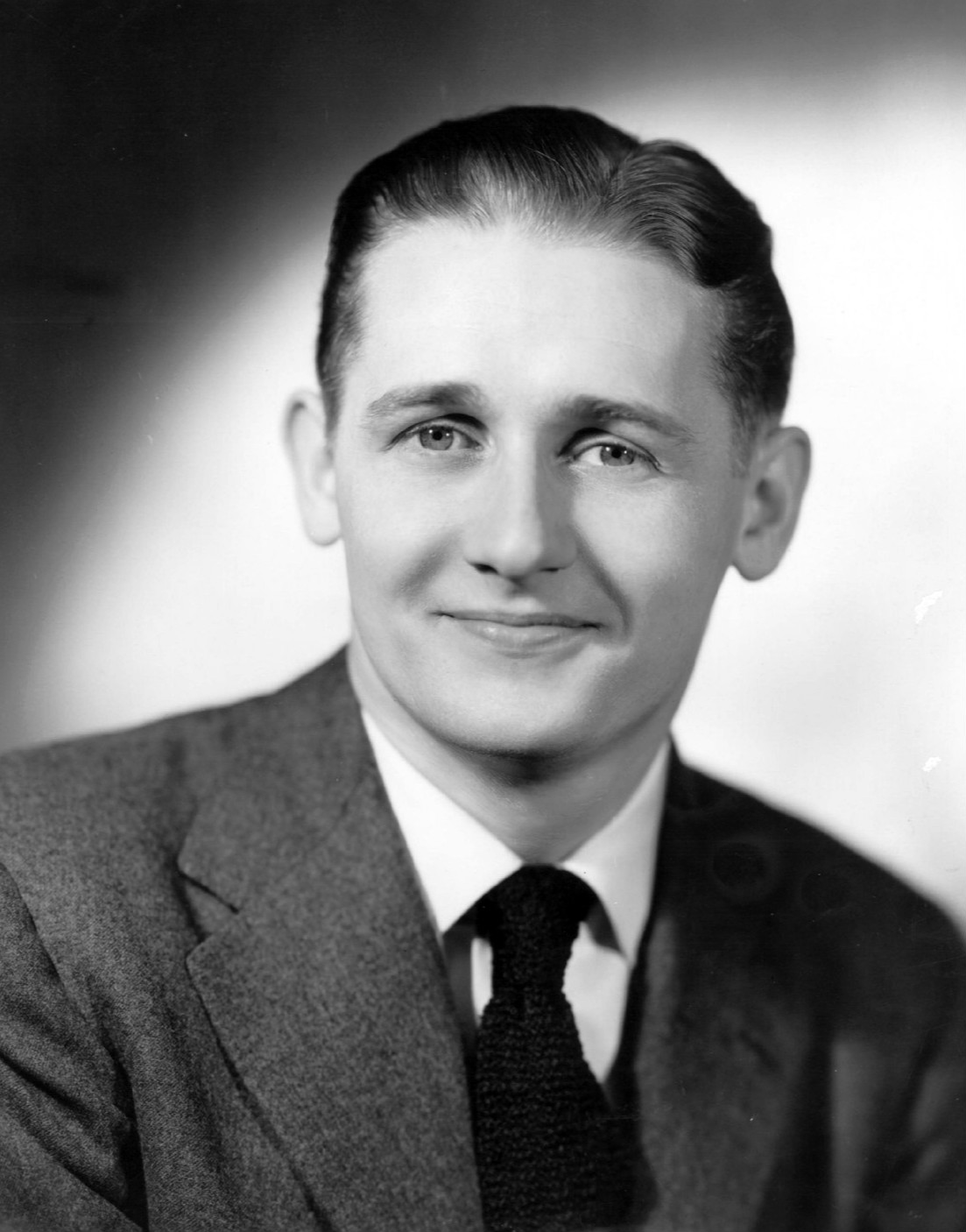
Alan Young en 1944.

### Animation

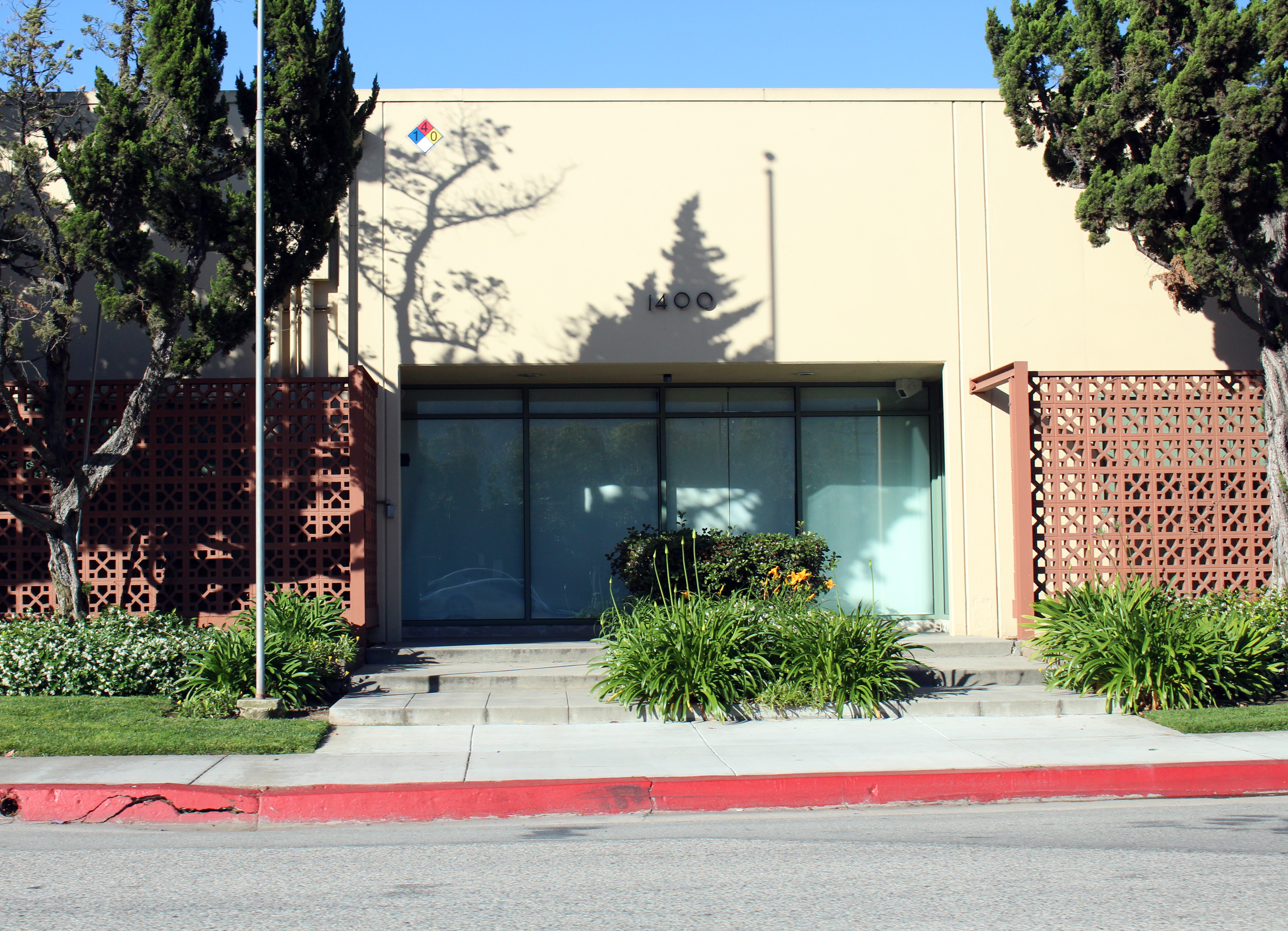
Avant l'échec commercial de Taram et le Chaudron magique, l'équipe de Basil, détective privé déménage à Flower Street à Glendale pour l'animation du film.

L'animation du film débute à l'automne 1984 pour un travail de seulement un an et demi.

Les principaux animateurs sont Glen Keane pour Ratigan, Mark Henn pour Basil, Hendel Butoy pour Dawson, Rob Minkoff pour Olivia, Andreas Deja pour la Reine des souris, Ruben Aquino pour Mme Judson, et Mike Gabriel pour Toby et Felicia.

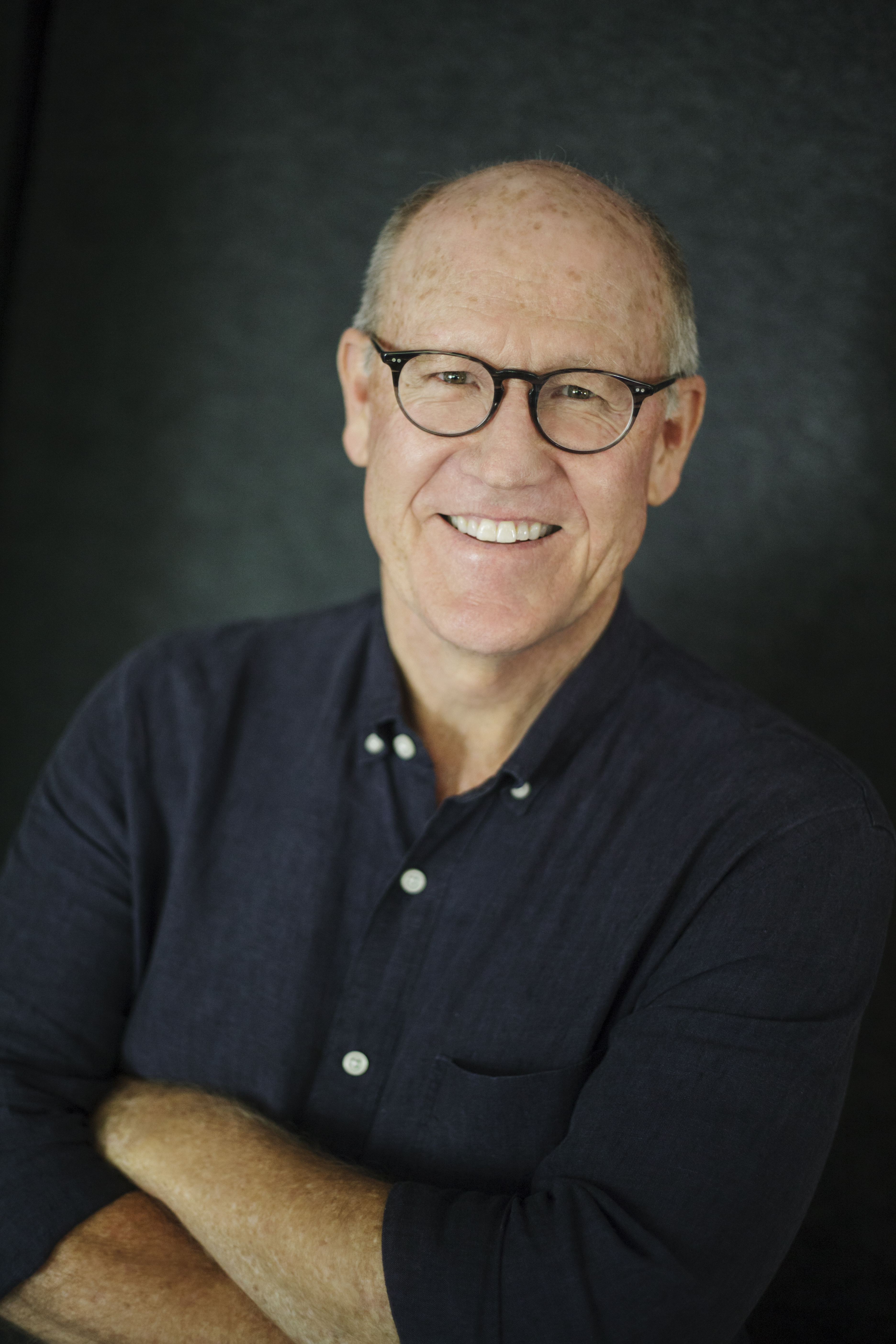
Glen Keane en 2017.
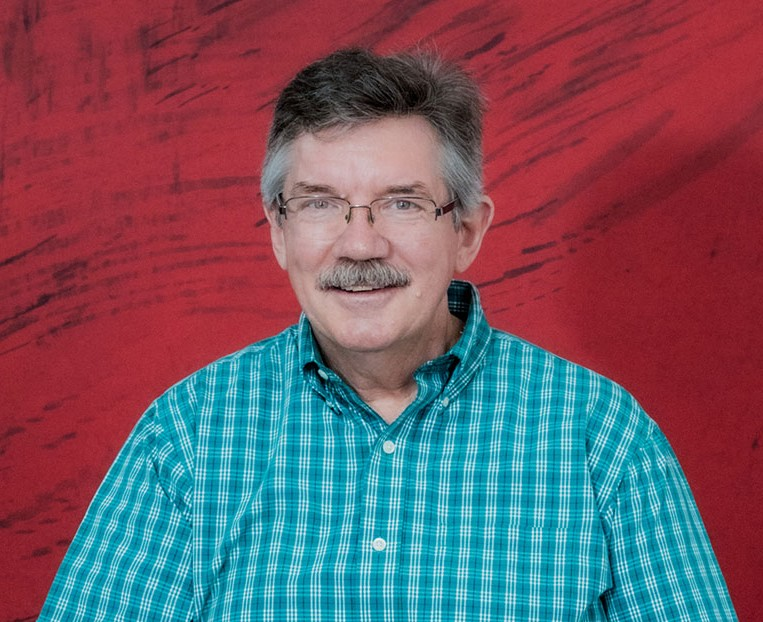
Mark Henn lors du festival international du film d'animation d'Annecy en 2024.
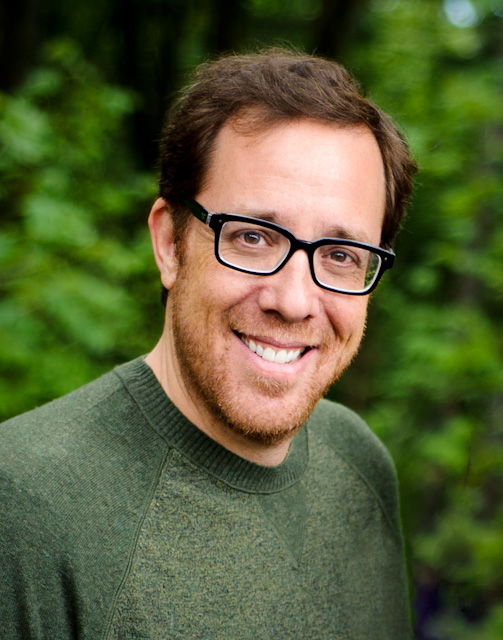
Rob Minkoff en 2011.
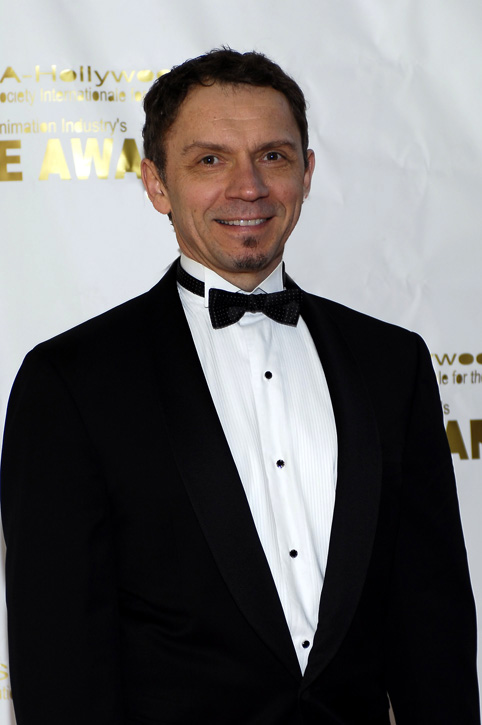
Andreas Deja en 2006.

La scène de l'horloge dans la Tour de Londres est la première à combiner de façon aussi importante des images de synthèse et une animation traditionnelle dans un long-métrage d'animation. Les 54 pièces et rouages de l'horloge ont été générées par ordinateur.
Basil, détective privé marque la dernière participation d'Eric Larson en tant que consultant de l'animation avant sa retraite. Larson est le dernier des Neuf Sages de Disney en activité. Le personnage du Docteur Dawson lui a servi de modèle en tant qu'hommage.

### Musique
Henry Mancini compose la bande originale de Basil, détective privé et signe ici sa première musique de film d'animation en dehors du générique animé de La Panthère Rose.

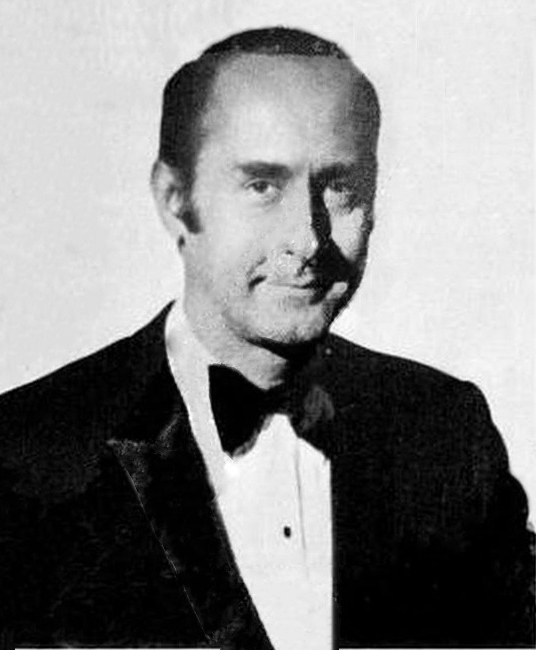
Henry Mancini, vers 1970

Madonna devait interpréter la chanson Let Me Be Good To You mais elle fut écartée au profit de Melissa Manchester.
Fait inhabituel pour un long métrage d'animation Disney, aucun album de la bande originale n'a été publié à la sortie au film ; il est sorti en 1992 pour la ressortie du film sous le label Varèse Sarabande, le seul film d'animation Disney à avoir à ce jour sous cet label (et le seul à ne pas être publié sous la marque Walt Disney).

#### Chansons du film
- Le Grand Génie du mal (The World's Greatest Criminal Mind) - Ratigan et ses acolytes
- Laissez-moi vous gâter (Let Me Be Good to You) - Chanteuse de la taverne
- Bye Bye déjà (Goodbye So Soon) - Soliste
- Bye Bye déjà (générique de fin) - Chœur

## Sortie et accueil
Le film a couté 14 millions de dollars, soit un budget supérieur à Rox et Rouky estimé à 12 millions (1981), mais nettement inferieur à Taram et le chaudron magique (1985) estimé à 34 millions, ce qui en fait le film d'animation Disney le plus économique des années 1980.
Basil, détective privé est le film d'animation Disney des années 1980 le plus achevé graphiquement avec deux ans de production.
Basil, détective privé sort le 2 juillet 1986 et rencontre un accueil positive de la part de la critique.
Lors de sa sortie, Basil, détective privé est programmé avec le court métrage Nettoyeurs de pendules (1937) en complément de programme.
Le slogan du film lors de sa sortie était « Tout nouveau ! Vraiment amusant ! », sans doute afin de le démarquer du précédent long-métrage d'animation Disney Taram et le Chaudron magique, qui n'avait pas eu de succès en raison de son atmosphère sombre. Cette approche est paradoxale, car la majorité de ce film se déroulant la nuit. De plus, le film rend hommage aux films noirs des années 1940-1950.

### Box-office
Le film est un succès avec plus de 25 millions d'USD de recettes en trois mois.
Le film récolte environ 50 millions de dollars de recettes mondiales et 38,7 millions au box office américain. Son succès économique après l'échec de son prédécesseur a donné confiance à la nouvelle direction de Disney dans la viabilité de son département d'animation, bien qu'il soit dépassé par la concurrence de Fievel et le Nouveau Monde.
Box-office américain :
- 1986 : 25 336 794 USD[réf. nécessaire]
- 1992 : 13 288 756 USD[réf. nécessaire]

### Accueil critique
Dans l'émission télévisée, At the Movies, le film a reçu une note « deux pouces vers le haut » de la part des critiques Gene Siskel et Roger Ebert.
Dans sa critique publiée pour le Chicago Tribune, Siskel a salué avec enthousiasme le film comme le « long métrage d'animation le plus mémorable depuis 25 ans » qui « parcourt un large éventail d'émotions, nous emmenant du câlin à la frayeur, de la reconnaissance à l'émerveillement ». De même, dans sa critique publiée dans le Chicago Sun-Times, Ebert a attribué trois étoiles sur quatre au film dans lesquelles il a salué l'animation du film et comparé le film à celui de l'âge d'or de Disney. Il a résumé que « le résultat est un film comme Basil, détective privé, qui semble plus animé que n'importe quoi depuis 30 ans. "
Le site de critiques Rotten Tomatoes a rapporté que le film avait reçu une note d'approbation de 80 % avec une note moyenne de 7,1/10 sur la base de 25 critiques. Le consensus du site Web dit que « Basil, détective privé n'est peut-être pas classé parmi les classiques de Disney, mais c'est un film aimable et divertissante avec des visuels sombres et élégants. »

## Distinctions

### Récompenses
- Motion Picture Sound Editors 1987 : meilleur montage sonore pour un film d'animation

### Nominations
- Prix Edgar-Allan-Poe 1987 : meilleur film
- Young Artist Awards 1987 :
  - Meilleure jeune actrice dans un film ou une série d'animation (Susanne Pollatschek)
  - Meilleur film d'animation

## Autour du film
- L'animation de ce film reprend des éléments de l'animation de La Belle et le Clochard (1955), à savoir l'attaque du fourgon de la fourrière par Jock et César, mais aussi Bill, le lézard ramoneur d'Alice au pays des merveilles (1951), est dans la bande de sbires de Ratigan.
- Wayne Allwine qui prête sa voix à un des sbires de Ratigan a été la voix officielle de Mickey Mouse de 1977 à 2009[25]. Alan Young est celle de l'oncle Picsou depuis 1977 et Tony Anselmo, celle de Donald Duck depuis 1985[26].
- Basil Rathbone avait été le narrateur du film Le Crapaud et le Maître d'école en 1949. Bien qu'il soit mort en 1967, il interprète une fois de plus ici le personnage qui l'a rendu célèbre, Sherlock Holmes, au travers d'un extrait sonore d'un de ses films. C'est en son honneur que le héros du dessin animé se prénomme « Basil ».
- La version française du film a subi une légère retouche en 2003, lors de la sortie en DVD : quelques répliques de Ratigan, jugées inappropriées, furent notamment redoublées[27].
- Une suite du film est sortie en bande dessinée en 1987 et intitulée "The Rogue's Revenge". Elle est à ce jour inédite en France[28]. Elle marque le retour de Ratigan, bien vivant et décidé à se venger.